# Marianne von Münchow
Gertrud Marianne von Münchow, född 21 augusti 1917 i Solna, död 22 april 2016 i Huddinge distrikt, Stockholm, var en svensk inredningsarkitekt och textilkonstnär. 
Marianne von Münchow, som var dotter till kamrer Otto Järnulf och Signe af Winklerfeldt, studerade vid Akademie für angewandte Kunst i München 1938–1939 och utexaminerades från Tekniska skolan 1942. Hon var inredningsarkitekt hos David Blomberg 1942–1947, hos Carl Malmsten 1947–1956 och var verkställande direktör för Svensk Hemslöjd 1956–1965. Hon startade Konsthantverkarnas försäljningsorganisation och var ledamot av 1964 års hemslöjdsutredning. Hon utförde textilier för bland annat Visby domkyrkas församlingssal, Bunge kyrka och inredning för privat och offentlig miljö. Hon höll utställningar i Stockholm, München, Frankfurt am Main, Berlin, Oslo och Reykjavik. Hon tilldelades guldmedalj för en ryamatta på en hantverksmässa i München 1957. Hon utgav Vi syr och sätter upp (gardinbok,  1956) samt skrev artiklar i svenska och utländska tidskrifter och var medarbetare i Hem i Sverige 1947–1957.
Hon var gift med arkitekt Rüdiger von Münchow.